# Sculpsitechinus
Genre
Sculpsitechinus est un genre d'oursins plats de la famille des Astriclypeidae. Ces espèces vivent dans les mers chaudes de la zone indopacifique. Elles se caractérisent par leur forme plate et deux ouvertures postérieures (lunules), propres (dans cette région) à cette famille.

## Systématique
Les trois espèces décrites avant 2014 ont été déplacées par Stara et Sanciu, 2014 du genre Echinodiscus vers le genre Sculpsitechinus, sur la base de légères différences squelettiques, en grande partie internes.

## Description

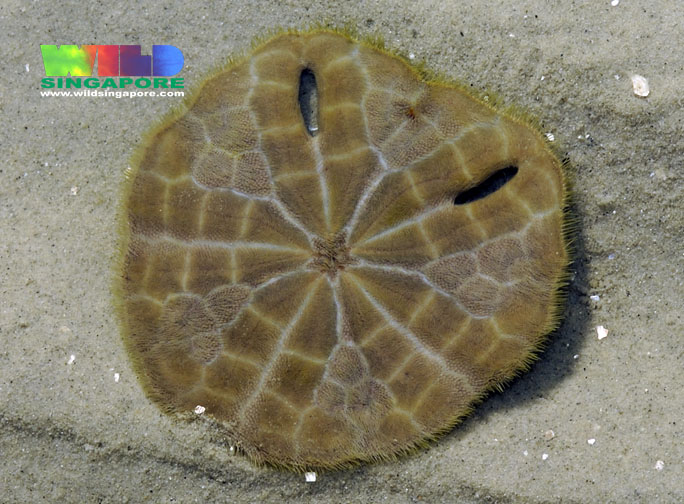
Face orale d'un Sculpsitechinus tenuissimus.

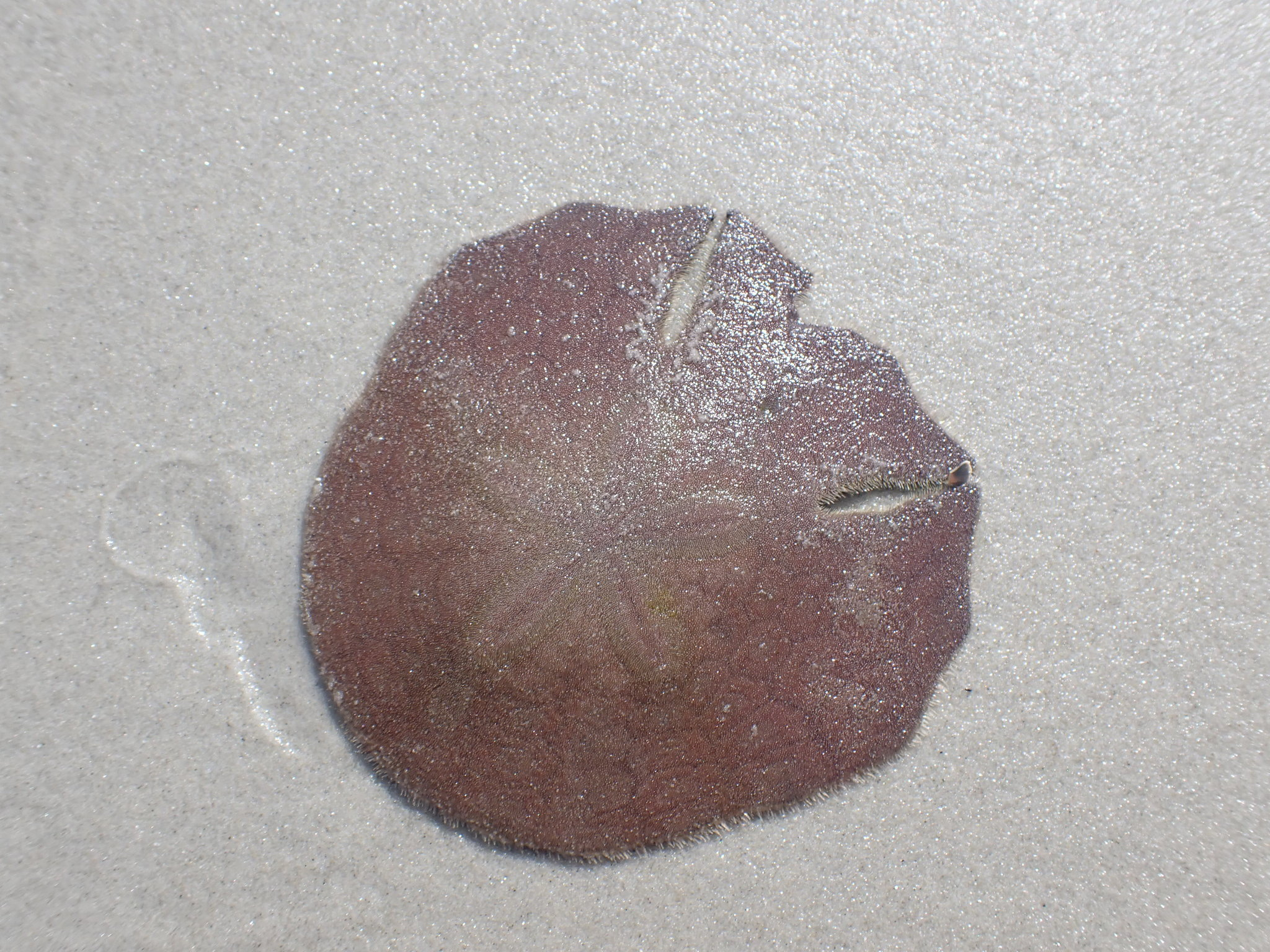
Sculpsitechinus auritus.

Sculpsitechinus auritus.

Les espèces de ce genre reprennent globalement les caractéristiques suivantes : 
- un test en retrait latéralement avec un bord mince et tranchant ;
- quatre gonopores sur le dessus du disque central ;
- un contrefort interne dense, développé en treillis, ou en nid d'abeilles ;
- des pétales bien développés ; la paire postérieure étant plus courte que les autres ;
- des interambulacres et zones ambulacraires d'un largeur identique à celle de l’ambitus ;
- des ambulacres postérieurs présentant une longue fente (« lunule ») ;
- un périprocte situé sur la face orale (inférieure), à proximité de la marge postérieure, l’ouverture se faisant au bord extérieur de la première paire post-basicoronal des plaques interambulacraires ;
- des rainures d’alimentation très ramifiées distalement et bifurquant près du bord basicoronal[2] ;
- une taille d'environ 100 mm.

## Habitat et répartition
Actuel dans la région Indopacifique. Ces oursins vivent à demi enfouis dans le sédiment, qu'ils filtrent pour se nourrir.

### Liste des espèces
Selon World Register of Marine Species (11 octobre 2020) :
- Sculpsitechinus auritus (Leske, 1778) (Indopacifique, lunules très étroites et ouvertes postérieurement)
- Sculpsitechinus iraniensis Fatemi, Attaran-Fariman & Stara, 2016
- Sculpsitechinus tenuissimus (L. Agassiz, 1847) (Indopacifique, lunules courtes et ovales)
- Sculpsitechinus tulearensis Stara & Sanciu, 2014 (Madagascar, sans description)

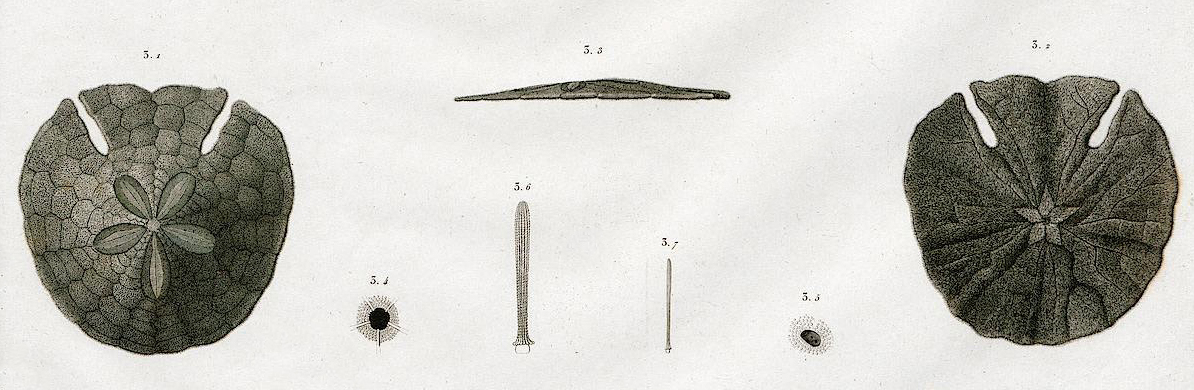
Sculpsitechinus auritus dessiné par Savigny au retour de la Campagne d’Égypte.

## Publication originale
- (en) Paolo Stara et Luigi Sanciu, « Analysis of some Astriclypeids (Echinoidea Clypeasteroidea) », Biodiversity Journal, vol. 5, no 2,‎ 2014, p. 291-358 (lire en ligne).